# NGC 1579
NGC 1579 è una nebulosa diffusa visibile nella costellazione di Perseo.
Si individua circa a metà strada fra le stelle ε Persei e ι Aurigae, in un'area che appare fortemente oscurata da nebulose oscure e pertanto priva di ricchi campi stellari; può essere individuata con un telescopio amatoriale di dimensioni medio-grandi o nelle foto a lunga posa. Si tratta di una nebulosa a riflessione, ossia che riflette la luce di stelle vicine, in questo caso una giovane stella T Tauri in fase di pre-sequenza principale e di magnitudine 8,8, più una di tipo Ae/Be di Herbig. La sua distanza è di circa 800 parsec (2600 anni luce).

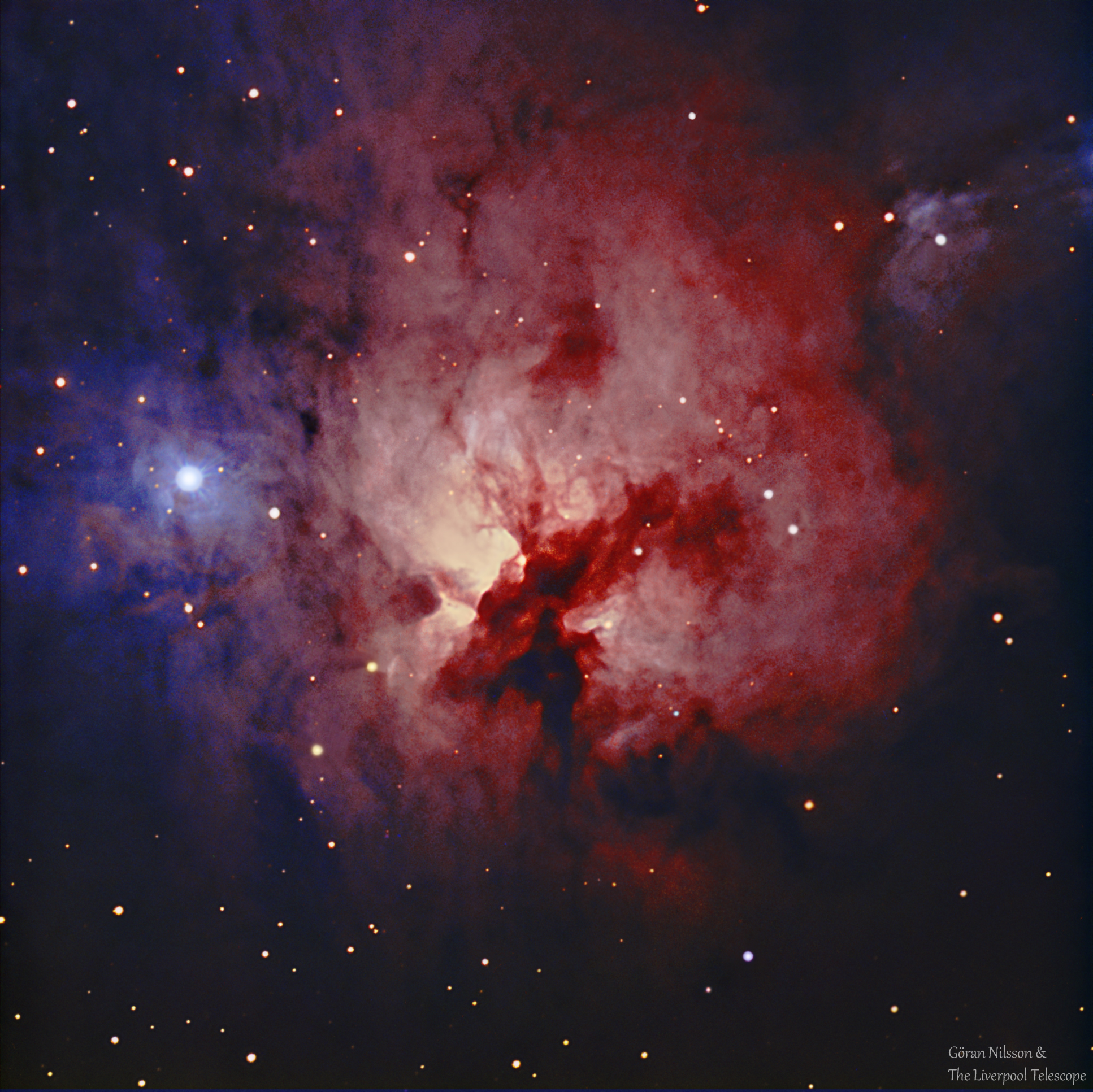
NGC 1579 (Liverpool Telescope)
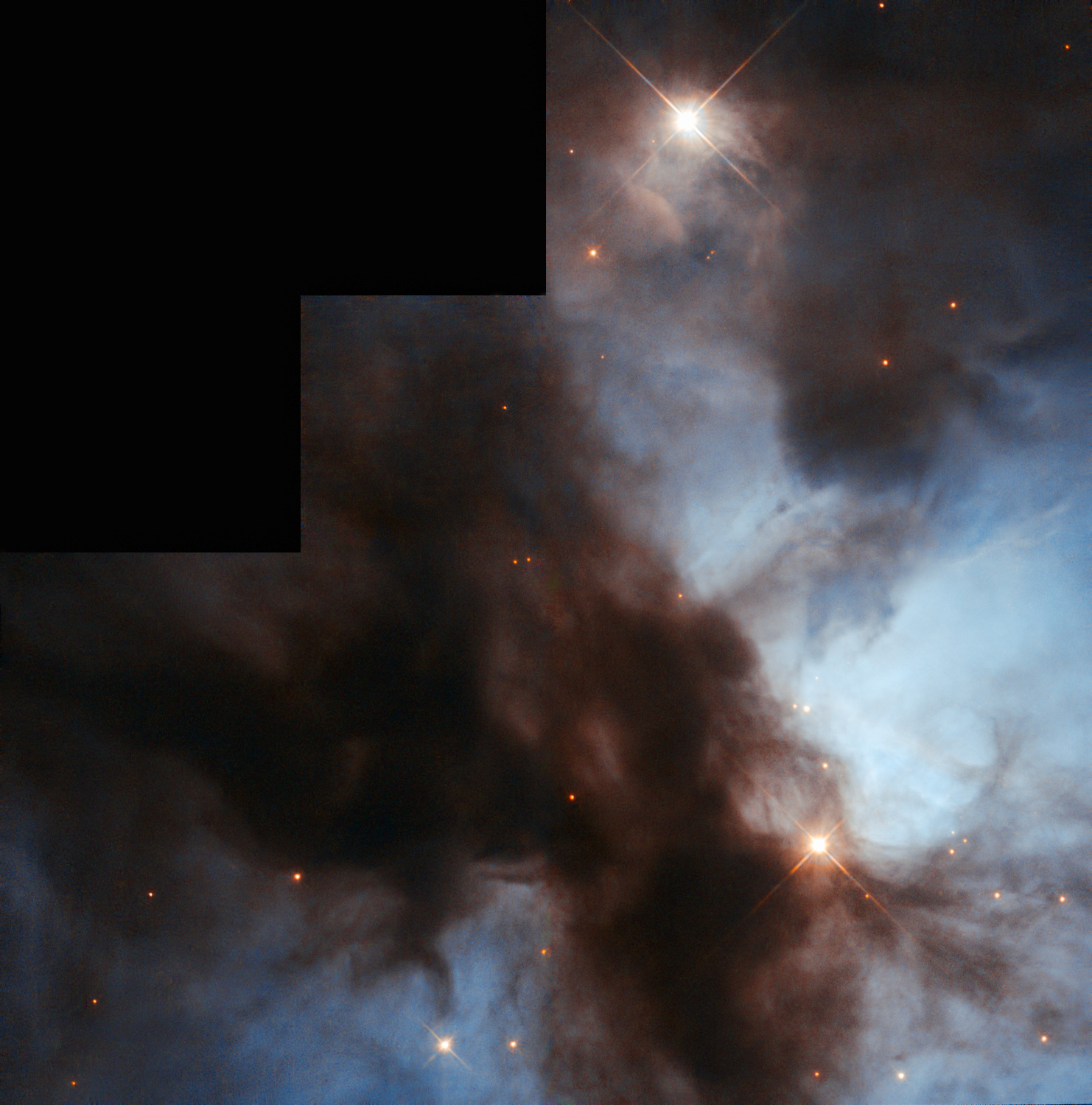
NGC 1579